# Melaleuca sheathiana
Melaleuca sheathiana är en myrtenväxtart som beskrevs av William Vincent Fitzgerald. Melaleuca sheathiana ingår i släktet Melaleuca och familjen myrtenväxter. Inga underarter finns listade i Catalogue of Life.